# Albrecht Peiper

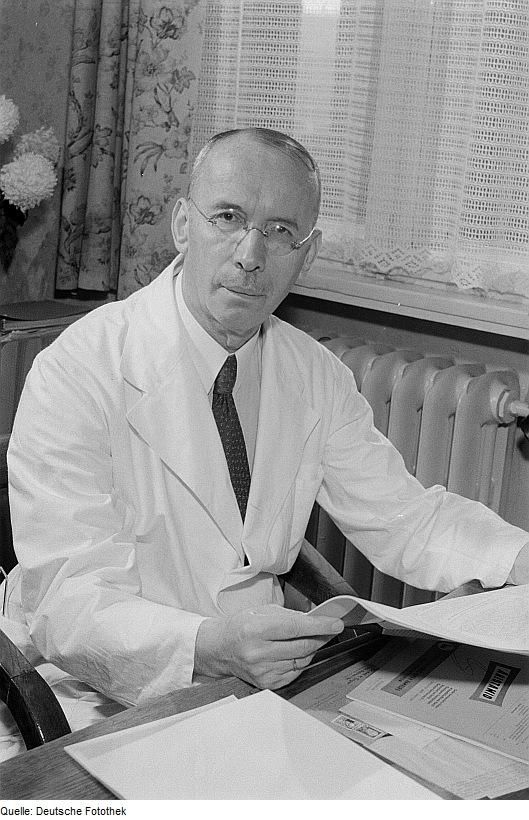
Albrecht Peiper 1953

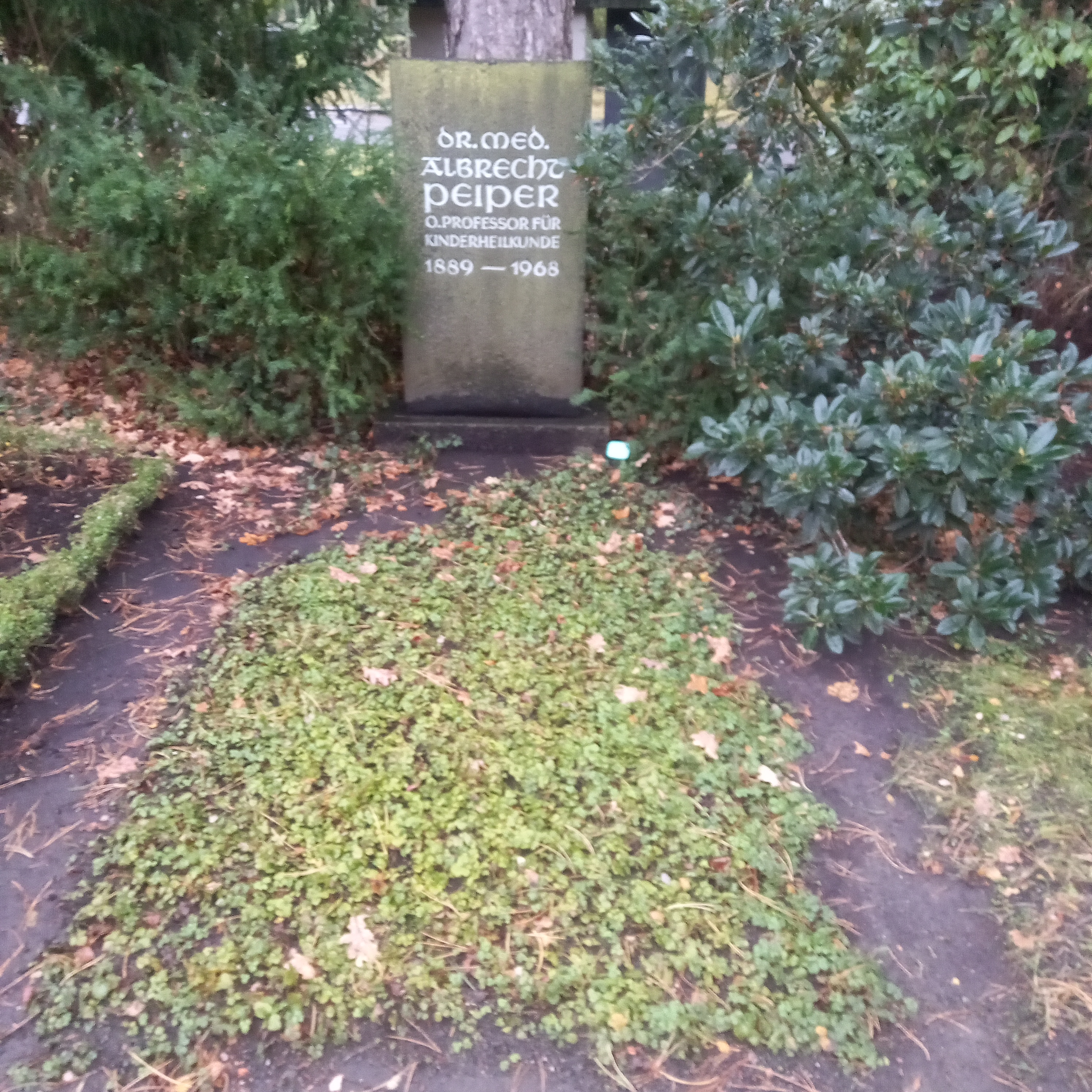
Das Grab von Albrecht Peiper auf dem Südfriedhof (Leipzig)

Albrecht Peiper (* 23. Oktober 1889 in Greifswald; † 7. Oktober 1968 in Leipzig) war ein deutscher Kinderarzt und Hochschullehrer.

## Leben
Albrecht Peiper war ein Sohn des Internisten und Pädiaters, kinderärztlichen Pioniers und Direktors der Universitäts-Kinderklinik Greifswald Erich Peiper (1856–1938). Er studierte an den Universitäten Greifswald, Freiburg i. Br. und München Medizin. Nach Promotion 1914 und Teilnahme am Ersten Weltkrieg erhielt Albrecht Peiper seine kinderärztliche Ausbildung an der Kinderklinik der Universität Berlin, habilitierte sich 1924 und war anschließend an dieser Klinik als Oberarzt tätig. Am 7. Oktober 1937 beantragte er die Aufnahme in die NSDAP und wurde rückwirkend zum 1. Mai desselben Jahres aufgenommen (Mitgliedsnummer 4.698.670). 1943 wurde er Inhaber des Lehrstuhls für Kinderheilkunde an der Universität Greifswald und stellvertretender Direktor der Universitätskinderklinik. Nach dem Ende des Zweiten Weltkriegs war er ab 1946 zunächst wissenschaftlicher Assistent an der Universitätskinderklinik Greifswald und praktizierender Kinderarzt in Greifswald. Von 1948 bis 1958 war er Ordinarius für Kinderheilkunde an der Universität Leipzig und Direktor der Universitätskinderklinik.

## Leistungen
Peipers wissenschaftliche Arbeiten beschäftigen sich vor allem mit drei Themenbereichen: der Entwicklung der kindlichen Hirntätigkeit, der Physiologie und Pathologie der Atmung beim normalen und vorzeitig geborenen Säugling und der Geschichte der Kinderheilkunde. Er war Mitglied zahlreicher Fachgesellschaften und erhielt zahlreiche Auszeichnungen, darunter den Nationalpreis III. Klasse (1953) sowie die Titel Verdienter Arzt des Volkes (1952), Verdienter Wissenschaftler des Volkes (1963) und Hervorragender Wissenschaftler des Volkes (1964). 1955 wurde er zum ordentlichen Mitglied der Deutschen Akademie der Wissenschaften zu Berlin gewählt. Im gleichen Jahr wurde er als ordentliches Mitglied in die Sächsische Akademie der Wissenschaften aufgenommen. Im Jahr 1943 wurde er zum Mitglied der Leopoldina gewählt. Er war Ehrendoktor der Universität Leipzig. Peiper erwarb sich große Verdienste um die Senkung der Säuglingssterblichkeit sowie den Aufbau der Neonatologie in der DDR und gilt als einer der Pioniere der Neuropädiatrie. 1964 erhielt er die Albrecht-von-Haller-Medaille der Medizinischen Fakultät der Universität Göttingen.

## Wichtige Werke
- Die Hirntätigkeit des Säuglings.  Springer, Berlin 1928.
- Die Eigenart der kindlichen Hirntätigkeit.  Thieme, Leipzig 1949.
- Chronik der Kinderheilkunde.  Thieme, (1951) 3. Aufl. Leipzig 1958; 4.,erw. und umgearb., Aufl. ebenda 1966; Neudruck Stuttgart 1992.
- Quellen zur Geschichte der Kinderheilkunde. Bern und Stuttgart 1966 (= Hubers Klassiker der Medizin und der Naturwissenschaften. 7).
- Erinnerungen eines Kinderarztes. Berlin (Ost) 1969.